# Broce
Broce falu Horvátországban, Dubrovnik-Neretva megyében. Közigazgatásilag Stonhoz tartozik.

## Fekvése
Dubrovnik városától légvonalban 36, közúton 56 km-re északnyugatra, községközpontjától 3 km-re délkeletre, a Pelješac-félsziget középső-délkeleti részén, a hosszan elnyúló Stoni-öböl déli partján fekszik.

## Története
Broce területe már az ókorban lakott volt. Az itt élt első ismert nép az illírek voltak, akik magaslatokon épített erődített településeken éltek és kövekből rakott halomsírokba temetkeztek. Ilyen halomsírok találhatók a település határában is, melyeket később őrhelyként használtak. Az illírek i. e. 30-ig uralták a térséget, amikor Octavianus hadai végső győzelmet arattak felettük. A Római Birodalom bukása után Dalmácia a gótok, majd a Bizánci Birodalom uralma alá került. A horvátok ősei a 7. században érkeztek erre a vidékre. A 9. században már létezett a stoni püspökség, melynek egyházi fennhatósága alá ez a terület tartozott. Ekkoriban a Pelješac-félsziget Zahumlje területének részeként a tengerparti Horvát Fejedelemség része volt. A 12. században a Zahumlje térségének zavaros történeti időszakában a félsziget a raškai uralkodók uralma alá került.
Több birtokos után a 14. század-ban a Pelješac-félsziget a Raguzai Köztársaság része lett, mely 1333-ban vásárolta meg Kotromanić István bosnyák bántól. Ezután egészen a  18. század végéig a Raguzai Köztársasághoz tartozott. Broce települést 1349-ben alapították a raguzaiak. 1478-ban elkezdődött a Stontól Broceig húzódó új védőfal építése, de a munkák idővel abbamaradtak. Több gótikus és reneszánsz házon kívül 1629-ben felépült a domonkosok temploma és kolostora.
1806-ban a térség a Raguzai Köztársaságot legyőző franciák uralma alá került, de Napóleon bukása után 1815-ben a berlini kongresszus a Habsburgoknak ítélte. A településnek 1857-ben 161, 1910-ben 219 lakosa volt. 1918-ban az új szerb-horvát-szlovén állam, majd később Jugoszlávia része lett. A II. világháború után lakosságának száma a kivándorlás miatt fokozatosan csökkent. 1991-től a független Horvátországhoz tartozik. 2011-ben a 87 lakosa volt. A lakosság régebben főleg halászattal és mezőgazdasággal foglalkozott, ma már főként a turizmusból él.

## Népesség
| Lakosság változása | Lakosság változása | Lakosság változása | Lakosság változása | Lakosság változása | Lakosság változása | Lakosság változása | Lakosság változása | Lakosság változása | Lakosság változása | Lakosság változása | Lakosság változása | Lakosság változása | Lakosság változása | Lakosság változása | Lakosság változása |
| ------------------ | ------------------ | ------------------ | ------------------ | ------------------ | ------------------ | ------------------ | ------------------ | ------------------ | ------------------ | ------------------ | ------------------ | ------------------ | ------------------ | ------------------ | ------------------ |
| 1857               | 1869               | 1880               | 1890               | 1900               | 1910               | 1921               | 1931               | 1948               | 1953               | 1961               | 1971               | 1981               | 1991               | 2001               | 2011               |
| 161                | 171                | 184                | 213                | 227                | 219                | 231                | 200                | 200                | 190                | 184                | 158                | 139                | 107                | 100                | 87                 |

## Nevezetességei
- A Mindenszentek templom[4] szentélye még reneszánsz stílusban épült a 15. században. A hajót később az egykori udvar helyén építették hozzá. Mellette található a falu temetője.
- A domonkos kolostor és az Angyali Üdvözlet templom 1629-ben épült. 1884-ben újjáépítették, 1998-ban megújították.
- A Betondić-kúria[5] egy korábbi, 15. századi épületből (földszint és két emelet, kocsmával és egy dongaboltozatos átjáróval), valamint egy erődszerű toronyból áll. A nyaralótól keletre található a 16. századi Kármelhegyi Szűzanya kápolnája, amelyhez a dongaboltozattal ellátott arzenál kapcsolódik. A belső udvaron patak folyik, kifejezve a reneszánsznak a természethez való viszonyát, egyúttal elválasztva a kertet és az arzenált a kápolnától és a lakóépületektől.
- A Brocétől délkeletre fekvő Jelinjakon találhatók a leghíresebb raguzai ágyúöntő mester Ivan Rabljanin házának és Keresztelő Szent János kápolnájának romjai.
- A hrasnoi Szent Tamás templom maradványai
- A kobaši Szent Jeromos templomot 1615-ben építették.
- A kobaši Kármelhegyi Boldogasszony templom 1676-ban épült.
- A település határában található illír halomsírokat később őrhelyként használták.

## Gazdaság
A lakosság fő bevételi forrása a turizmus mellett a halászat és a mezőgazdaság.